# Liste der Monuments historiques in Bellenod-sur-Seine
Die Liste der Monuments historiques in Bellenod-sur-Seine führt die Monuments historiques in der französischen Gemeinde Bellenod-sur-Seine auf.

## Liste der Immobilien
| Bezeichnung            | Beschreibung                                    | Standort                             | Kennzeichnung | Schutzstatus | Datum | Bild           |
| ---------------------- | ----------------------------------------------- | ------------------------------------ | ------------- | ------------ | ----- | -------------- |
| Croix du Châtillonnais | Friedhofskreuz; Stein, 15. oder 16. Jahrhundert | Rue de Vaux, auf dem Friedhof (Lage) | PA00112134    | Classé       | 1924  | weitere Bilder |